# تيري مولوني
تيري مولوني (بالإنجليزية: Terry Moloney)‏ هو مخرج أمريكي، ولد في 7 أبريل 1969.

## وصلات خارجية
- تيري مولوني على موقع IMDb (الإنجليزية)
- تيري مولوني على موقع أول موفي (الإنجليزية)
- تيري مولوني على موقع قاعدة بيانات الفيلم (الإنجليزية)
- تيري مولوني على موقع كينوبويسك (الروسية)